# Sainte-Anne (circonscription provinciale)
Pour les articles homonymes, voir Sainte-Anne.
Sainte-Anne est une ancienne circonscription électorale provinciale du Québec situé dans la région de Montréal.

## Liste des députés
| Législature                                                                                 | Années    | Député         | Député            | Parti           |
| ------------------------------------------------------------------------------------------- | --------- | -------------- | ----------------- | --------------- |
| Sainte-Anne Créée depuis Montréal–Saint-Louis, Montréal–Sainte-Anne et Montréal–Saint-Henri |           |                |                   |                 |
| 28e                                                                                         | 1966–1970 |                | Frank Hanley      | Indépendant     |
| 29e                                                                                         | 1970–1973 |                | George Springate  | Libéral         |
| 30e                                                                                         | 1973–1976 |                | George Springate  | Libéral         |
| 31e                                                                                         | 1976–1981 |                | Jean-Marc Lacoste | Parti québécois |
| 32e                                                                                         | 1981–1985 |                | Maximilien Polak  | Libéral         |
| 33e                                                                                         | 1985–1989 |                | Maximilien Polak  | Libéral         |
| 34e                                                                                         | 1989–1994 | Normand Cherry |                   | Libéral         |
| Dissoute dans Saint-Henri–Sainte-Anne et Westmount–Saint-Louis                              |           |                |                   |                 |

## Résultats électoraux

### Évolution pour les principaux partis
| |
| - Parti libéral - Union nationale (ancien) - Parti québécois - Crédit social (ancien) - Égalité (ancien) |